# Carlo Sangalli
Carlo Sangalli (Porlezza, 31 agosto 1937) è un politico e imprenditore italiano. Deputato della Democrazia Cristiana dal 1968 al 1994, è l'attuale Presidente di Confcommercio-Imprese per l’Italia, della Camera di commercio Milano Monza Brianza Lodi e di Confcommercio Milano.

## Biografia
Sangalli è laureato in giurisprudenza.

### Carriera politica
Nel 1968 viene eletto per la prima volta  deputato nelle liste della Democrazia Cristiana, ed è stato più volte confermato rimanendo alla Camera fino al 1994. È stato Sottosegretario di Stato al Turismo e allo Spettacolo del Governo Andreotti III (31 luglio 1976 - 11 marzo 1978) e Questore della Camera dei deputati dal 9 luglio 1987 al 22 aprile 1992.

### Confcommercio
Imprenditore nel settore del commercio di automobili (come titolare del concessionario FIAT "La Padana" di Sesto San Giovanni), nel 1973 entra a far parte del Consiglio Direttivo dell'Unione del Commercio del Turismo dei Servizi e delle Professioni della Provincia di Milano (oggi Confcommercio Imprese per l'Italia di Milano, Lodi, Monza e Brianza). Nel 1995 ne diviene  Presidente e l'anno successivo assume la medesima carica in Confcommercio Lombardia. Nel 2006 viene eletto Presidente nazionale di Confcommercio Imprese per l'Italia, mandato che nella medesima organizzazione gli viene affidato per acclamazione altre quattro volte: il 4 marzo 2010, il 12 marzo 2015, il 15 luglio 2020 e il 12 Marzo 2025.